# بويانت
بويانت (بالفرنسية: Bouillante)‏ هي بلدية يسكنها 7513 نسمة (حسب إحصاء 1 يناير 2011)، وهي تقع في إقليم جوادلوب في جزر الأنتيل الصغرى في فرنسا.

## توأمة
لبويانت اتفاقيات توأمة مع:
- مارلينهيم [7]